# Элладий Осерский
Элладий (IV век) — святой епископ Осерский. День памяти — 8 мая.
Святой Элладий (фр. Hellade или Elade, лат. Elladius) стал епископском Осера вслед за святым Валерианом. Своим верой, примером своей жизни и проповедями он обратил ко Господу многих людей.
Он рукоположил во диакона святого Аматора.
Св. Мамерт, в ту пору ещё язычник, рассказывал св. Жермену о своём видении, когда он увидел на горе Артр пять первых святых епископов Осера: Пелерина, Марцеллиана, Валериана, Элладия и Аматора, служивших «призрачную мессу» на рассвете, в тот час, когда призраки возвращаются в свои могилы.
Он умер после двадцати трёх лет епископства и похоронен рядом со своими предшественников на горе Артр в пригороде Осера. Он упоминается в римском мартирологе как
Ad Auxerre nella Gallia lugdunense, in Francia, sant’Elladio, vescovo.